# Port lotniczy Derry
Port lotniczy City of Derry (ang. City of Derry Airport, IATA: LDY, ICAO: EGAE) – port lotniczy położony 13 km na północny wschód od centrum Derry w hrabstwie Londonderry (Irlandia Północna), na południu Lough Foyle i w pobliżu wsi Eglinton. Liczba pasażerów w 2011 roku wyniosła ponad 400 tys.
Eglinton Aerodrome (tak nazywany przez lokalnych mieszkańców) posiada CAA Ordinary Licence (Numer P620), która umożliwia publiczny transport pasażerów oraz dla instytucji lotniczych ustalonych przez urząd miasta Derry.

## Linie lotnicze i połączenia
| Linia lotnicza  | Kierunek                                                             |
| --------------- | -------------------------------------------------------------------- |
| British Airways | Sezonowe Czartery: 1. Faro                                           |
| EasyJet         | 1. Edynburg (od 4 listopada 2024) 2. Liverpool (od 4 listopada 2024) |
| Loganair        | 1. Glasgow 2. London-Heathrow                                        |
| Ryanair         | 1. Birmingham 2. Manchester                                          |